# Rhopalia gyps
Rhopalia gyps är en tvåvingeart som beskrevs av Wray Merrill Bowden 1987. Rhopalia gyps ingår i släktet Rhopalia och familjen Mydidae.
Artens utbredningsområde är Saudiarabien. Inga underarter finns listade i Catalogue of Life.